# هيو تايلور (لاعب كرة قدم أمريكية)
هيو تايلور (بالإنجليزية: Hugh Taylor)‏ هو لاعب كرة قدم أمريكية أمريكي، ولد في 6 يوليو 1923 في ويني في الولايات المتحدة، وتوفي بنفس المكان في 1 نوفمبر 1992.

## وصلات خارجية
- هيو تايلور على موقع مرجع كرة القدم المحترفة.كوم (الإنجليزية)